# ويني لو
ويني لو (بالصينية: 劉小慧) هي مغنية وممثلة صينية، ولدت في 24 يوليو 1971 في هونغ كونغ في الصين.

## وصلات خارجية
- ويني لو على موقع IMDb (الإنجليزية)
- ويني لو على موقع ميوزك برينز (الإنجليزية)
- ويني لو على موقع ديسكوغز (الإنجليزية)